# Ruta Estatal de California 7
La Ruta Estatal de California 7 (en inglés: California State Route 7), con una longitud de 6,718 millas (10,8 km), es una carretera estatal de sentido sur-norte ubicada en el estado estadounidense de California. La Ruta Estatal de California hace su recorrido en el Sur desde la frontera mexicana cerca de Mexicali hacia el Norte en la  I 8  Imperial S32  cerca de Holtville.

## Mantenimiento
Al igual que las autopistas interestatales y las rutas federales y el resto de carreteras estatales la Ruta Estatal de California 7 es administrada y mantenida por el Departamento de Transporte de California por sus siglas en inglés Caltrans. 

## Cruces
La Ruta Estatal de California es atravesada principalmente por la  SR 98  cerca de Calexico.
Nota: A excepción donde existen las rutas con prefijos de letras, el Miliario muestra la longitud hecha en 1964, y no necesariamente significa que actualmente esa sea la longitud de la ruta. Estos números se reinician al entrar a otro condado; el inicio y el fin de los miliarios en cada condado son dados en la columna del condado.
| Ubicación | Miliario   | Destinos                                                                   | Notas                                   |
| --- | ---------- | -------------------------------------------------------------------------- | --------------------------------------- |
| | S0.00      | Frontera entre Estados Unidos y México                                     |                                         |
| | S0.54 0.00 | Frontera entre Estados Unidos y México (camiones comerciales, automóviles) | Interchange; salida sur y entrada norte |
| Calexico | 1.19       | SR 98 – Calexico, Yuma                                                     |                                         |
| | 6.72       | I 8 – San Diego, Yuma                                                      | Interchange                             |
| | 6.72       | CR S32 (Orchard Road) – Holtville                                          | Continuación más allá de la I-8         |
| 1.000 mi = 1.609 km; 1.000 km = 0.621 mi Cerrada/Antigua • Terminal concurrente • Acceso incompleto • Propuesta/Sin abrir |            |                                                                            |                                         |